# Turkestanduva
Turkestanduva (Columba eversmanni) är en centralasiatisk fågel i familjen duvor inom ordningen duvfåglar.

## Kännetecken
Turkestanduvan är en medelstor, 30 centimeter lång huvudsakligen grå duva med brunaktig ovansida. Ögon och ögonring är tydligt gula. Nedre delen av ryggen, övergumpen och undersidan av vingen är alla vita. På stjärten syns ett diffust mörkt band och tvärs över armpennorna ett smalt svart streck. Liknande klippduva (C. livia) är större med grå stjärt och tydligt stjärtband, medan stenduva (C. rupestris) har tydliga vita och svarta band på stjärten. Lätet är ett tyst oo-oo-oo.

## Utbredning
Fågeln häckar från nordöstra Iran till Sibirien, nordvästra Indien och västligaste Kina. Den övervintrar primärt i Pakistan och nordvästra Indien (historiskt så långt österut som Bihar) samt i södra Xinjian och västra Gansu i Kina.
Den har påträffats i Europa vid ett enda tillfälle, i Orenburg i den europeiska delen av Ryssland nära Orenburg 12 maj 1881.

## Levnadssätt
I häckningsområdet bebor den stäpp och andra låglänta miljöer, vintertid i jordbruksområden, fruktodlingar och öppet landskap med spridda träd. Fågeln dras framför allt till mullbärsträd och lever av frön, säd och bär, vanligtvis intagna på marken. Den återvänder till häckningsområdena i april och häckar under senvår och sommar i en klipphåla, ett ihåligt träd eller en övergiven byggnad där den lägger två vita ägg i ett bo av kvistar.

## Status
Turkestanduva är en relativt fåtalig duva som dessutom minskar i antal, troligen till följd av förändringar inom jordbruket och jakt i dess övervintringsområde, möjligen också habitatförlust där den häckar. Internationella naturvårdsunionen IUCN kategoriserar arten därför som sårbar. Sentida rapporter vittnar om att arten kan ha ökat i antal, varför turkestanduvan kan nedgraderas till en lägre hotkategori i framtiden.

## Namn
Fågelns vetenskapliga artnamn hedrar Alexander Eduard Friedrich Eversmann (1794-1860), tysk naturforskare och upptäcktsresande i Centralasien och Sibirien.